# Nordihidrocapsaicina
Nordihidrocapsaicina (traduzida do inglês) é uma capsaicina, e um componente ativo das pimentas do gênero Capsicum.

## Propriedades
A capsaicina é irritante. A níquihidrocapsaicina é responsável por cerca de 7% da mistura total de capsaicinoides e tem cerca de metade da pungência da capsaicina. A nordi-hidrocapsaicina pura é um composto cristalino, inodoro, lipofílico, incolor e ceroso. Na escala Scoville, tem 9,1 milhões de unidades de calor (Scoville uidade de medida) significativamente mais altos do que o spray de pimenta.